# Elmar Huseynov
Elmar Sabir oglu Huseynov (Bakú, Unión Soviética, 17 de julio de 1967 - Bakú, 2 de marzo de 2005) fue un periodista azerbaiyano independiente, conocido por sus duras críticas a las autoridades azerbaiyanas, especialmente referidas el presidente Ilham Aliyev y a su padre y predecesor Heydar Aliyev. Fue asesinado en marzo de 2005, se cree que ordenado por funcionarios del gobierno.

## Vida
Elmar Huseynov nació en 1967 en Bakú y recibió su educación como ingeniero en la Universidad Azerbaiyana de Arquitectura y Construcción.
Comenzó su carrera periodística en los años 1990, escribiendo primero en un diario en ruso en Azerbaiyán titulado Zerkalo y después como editor jefe de un semanario llamado Alver. En 1996, creó una agencia de prensa llamada Trend and Monitor. En 1998 fue condenado por «insultar a la nación» y, siendo incapaz de pagar la multa, fue forzado a cerrar el Monitor. En agosto de 1998, abrió el Baku boulevard. En noviembre de 1999, también publicó el semanario Baku news, que fue cerrado tras ocho ediciones. En febrero del 2000, se convirtió en editor del Weekly monitor. El Baku boulevard fue cerrado el 4 de septiembre por orden judicial. Huseynov recibió muchos premios por su periodismo. Durante su carrera, recibió muchas amenazas y estuvo sujeto a acoso por las autoridades, lo que llevó a su encarcelación.

## Muerte
Huseynov fue asesinado a tiros en Bakú el 2 de marzo de 2005. Tenía 37 años.